# Radical 90
El radical 90, representado por el carácter Han 爿, es uno de los 214 radicales del diccionario de Kangxi. En mandarín estándar es llamado 爿部, (qián　bù, «radical “medio tronco”»); en japonés es llamado 爿部, しょうぶ　(shōbu), y en coreano 장 (jang). En los textos occidentales este radical es llamado «radical “medio tronco”» o «radical “madera partida”».
El radical «medio tronco» aparece siempre en el lado izquierdo de los caracteres clasificados por él (por ejemplo, en 牆). En algunos caracteres aparece simplificado a la forma 丬 (compárese 將　→　将).

## Nombres populares
- Mandarín estándar: 爿, qián.
- Coreano: 장수장변부, jangsu jang byeon bu, «parte izquierda de “comandante” (将帥)».
- Japonés:　爿偏（しょうへん）, shōhen «radical shō en el lado izquierdo del carácter».[1]
- En occidente: radical «medio tronco», radical «madera partida».

## Galería
| Estilos antiguos                                 | Estilos antiguos                  | Estilos antiguos                        | Estilos antiguos                   | Estilos antiguos                   | Estilos empleados actualmente       | Estilos empleados actualmente  | Estilos empleados actualmente    | Estilos empleados actualmente   | Estilos empleados actualmente  |
|                                                  |                                   |                                         |                                    |                                    |                                     | 爿                             |                                  |                                 |                                |
| 甲骨文 jiǎgǔwén (escritura de huesos oraculares) | 金文 jīnwén (escritura de bronce) | 简帛 jiǎnbó (escritura de bambú y seda) | 篆文 zhuànwén (escritura de sello) | 篆文 zhuànwén (escritura de sello) | 隸書 lìshū (estilo de los escribas) | 楷書 kǎishū (estilo regular)   | 楷書 kǎishū (estilo regular)     | 行書 xǐngshū (estilo corriente) | 草書 cǎoshū (estilo de hierba) |
| 甲骨文 jiǎgǔwén (escritura de huesos oraculares) | 金文 jīnwén (escritura de bronce) | 简帛 jiǎnbó (escritura de bambú y seda) | 大篆 dàzhuàn (sello grande)        | 小篆 xiǎozhuàn (sello pequeño)     | 隸書 lìshū (estilo de los escribas) | 繁體／繁体 fántǐ (tradicional) | 简体／簡體 jiǎntǐ (simplificado) | 行書 xǐngshū (estilo corriente) | 草書 cǎoshū (estilo de hierba) |

## Caracteres con el radical 90

| trazos | carácter |
| ------ | -------- |
| + 0    | 爿 丬    |
| + 4    | 牀       |
| + 5    | 牁       |
| + 6    | 牂       |
| + 9    | 牃       |
| + 10   | 牄       |
| + 11   | 牅       |
| + 13   | 牆       |